# Igor Fraga
Igor Omura Fraga (Kanazawa, Japón; 26 de septiembre de 1998) es un piloto de automovilismo y simracer brasileño nacido en Japón. Fue campeón de Fórmula 3 Brasil y de Toyota Racing Series, subcampeón de NACAM Fórmula 4, y tercero en la Fórmula Regional Europea con cuatro victorias. En 2020 compitió en el Campeonato de Fórmula 3 de la FIA como miembro del Equipo Júnior de Red Bull. En 2025 compite en la Super Fórmula y SuperGT de Japón.

## Carrera

### Inicios
Igor Fraga comenzó a correr en karting en los años que vivió en Japón. En 2008, ganó el Asian Karting Open Championship - Mini ROK, entre otros campeonatos. En 2014, ya en Brasil, participó en campeonatos de Fórmula Vee y Fórmula 1600. Al año siguiente participó en la Clase B de la Fórmula 3 Brasil y finalizó tercero. Ascendió a la clase mayor del mismo campeonato para correr cuatro carreras en 2016 y volvió a la menor para la temporada siguiente (renombrada Clase Academia), en la que fue campeón.
Fue parte de la temporada 2017-18 de Fórmula 4 NACAM y se quedó con el subcampeonato, por detrás del mexicano Moisés de la Vara, habiendo participado en 14 de las 17 competencias. También corrió en la U.S. F2000, donde logró tres podios y ocupó el cuarto puesto final del campeonato. Luego de esto, Fraga emigró su carrera a Europa para ser parte de la Fórmula Regional con DR Formula by RP Motorsport. Con cuatro triunfos y otros siete puestos de podio finalizó en la tercera colocación, detrás del danés Frederik Vesti y de su compatriota Enzo Fittipaldi (ambos del equipo Prema).
Al inicio de 2020, el brasileño fue parte de la Toyota Racing Series neozelandesa con el equipo M2 Competition. Con cuatro victorias ganó el título sobre Liam Lawson. Es piloto de Charouz Racing System en la temporada 2020 de Fórmula 3 junto a Roman Staněk y David Schumacher.

### Simracing
En paralelo a su carrera de automovilismo, Fraga es piloto de automovilismo virtual (simracing), siendo uno de los pilotos más laureados en Gran Turismo. En esta disciplina, ha ganado la Copa de las Naciones de las Finales Mundiales de Gran Turismo Sport 2018 y de varias giras mundiales del mismo videojuego, además de ser parte del equipo ganador de la Serie de Fabricantes de las Finales Mundiales 2019 con Toyota. También ganó la primera edición de McLaren Shadow Project y ha participado en la serie virtual de la Fórmula 1.

## Resumen de carrera
| Temporada | Categoría                              | Equipo                         | Carreras     | Victorias    | Poles        | VR           | Podios       | Puntos       | Pos.         |
| --------- | -------------------------------------- | ------------------------------ | ------------ | ------------ | ------------ | ------------ | ------------ | ------------ | ------------ |
| 2015      | Fórmula 3 Brasil - Clase B             | Prop Car Racing                | 16           | 4            | 2            | 4            | 9            | 117          | 3.º          |
| 2016      | Fórmula 3 Brasil                       | Prop Car Racing                | 4            | 0            | 0            | 0            | 1            | 19           | 11.º         |
| 2017      | Fórmula 3 Brasil - Clase Academia      | Prop Car Racing                | 16           | 10           | 7            | 7            | 13           | 190          | 1.º          |
| 2017-18   | Campeonato NACAM de Fórmula 4          | Prop Car Racing                | 14           | 6            | 5            | 7            | 12           | 286          | 2.º          |
| 2018      | Campeonato Nacional U.S. F2000         | Exclusive Autosport            | 14           | 0            | 0            | 0            | 3            | 213          | 4.º          |
| 2019      | Campeonato de Fórmula Regional Europea | DR Formula by RP Motorsport    | 24           | 4            | 4            | 3            | 11           | 300          | 3.º          |
| 2020      | Toyota Racing Series                   | M2 Competition                 | 15           | 4            | 3            | 3            | 9            | 362          | 1.º          |
| 2020      | Campeonato de Fórmula 3 de la FIA      | Charouz Racing System          | 16           | 0            | 0            | 0            | 0            | 1            | 24.º         |
| 2023      | Super Fórmula Lights                   | B-Max Racing Team              | 18           | 1            | 1            | 1            | 8            | 62           | 4.º          |
| 2023      | Super GT Japonés - GT300               | Anest Iwata Racing with Arnage | 8            | 0            | 0            | 0            | 0            | 5            | 23.º         |
| 2024      | Super GT Japonés - GT300               | Arnage Racing                  | 8            | 0            | 0            | 0            | 0            | 0            | NC           |
| 2025      | Campeonato de Super Fórmula Japonesa   | PONOS Nakajima Racing          | Disputándose | Disputándose | Disputándose | Disputándose | Disputándose | Disputándose | Disputándose |
| Fuente:   |                                        |                                |              |              |              |              |              |              |              |

## Resultados

### Campeonato Nacional U.S. F2000
(Clave) (negrita indica pole position) (cursiva indica vuelta rápida)

| Año     | Escudería           | 1     | 2     | 3     | 4      | 5     | 6     | 7     | 8     | 9     | 10     | 11    | 12    | 13     | 14    | Pos. | Puntos |
| ------- | ------------------- | ----- | ----- | ----- | ------ | ----- | ----- | ----- | ----- | ----- | ------ | ----- | ----- | ------ | ----- | ---- | ------ |
| 2018    | Exclusive Autosport | STP 8 | STP 2 | IMS 8 | IMS 17 | LOR 7 | ROA 8 | ROA 5 | TOR 7 | TOR 2 | MDO 17 | MDO 3 | MDO 5 | POR 15 | POR 4 | 4.º  | 213    |
| Fuente: |                     |       |       |       |        |       |       |       |       |       |        |       |       |        |       |      |        |

### Campeonato de Fórmula 3 de la FIA
(Clave) (negrita indica pole position) (cursiva indica vuelta rápida puntuable)

| Año  | Escudería             | 1    | 1    | 2    | 2    | 3   | 3   | 4    | 4    | 5    | 5    | 6   | 6   | 7   | 7   | 8   | 8   | 9   | 9   | Pos. | Puntos | Ref.   |
| ---- | --------------------- | ---- | ---- | ---- | ---- | --- | --- | ---- | ---- | ---- | ---- | --- | --- | --- | --- | --- | --- | --- | --- | ---- | ------ | ------ |
| 2020 | Charouz Racing System | SPI1 | SPI1 | SPI2 | SPI2 | BUD | BUD | SIL1 | SIL1 | SIL2 | SIL2 | BAR | BAR | SPA | SPA | MNZ | MNZ | MUG | MUG | 24.º | 1      | [ 14 ] |
| 2020 | Charouz Racing System | 16   | 25   | 26   | 14   | 15  | Ret | 15   | Ret  | 18   | 10   | 24  | 18  | 19  | 27  | 24  | 17  |     |     | 24.º | 1      | [ 14 ] |

### Campeonato de Super Fórmula Japonesa
(Clave) (negrita indica pole position) (cursiva indica vuelta rápida)

| Año   | Escudería             | 1      | 2     | 3     | 4     | 5     | 6     | 7      | 8     | 9   | 10  | 11  | 12  | Pos. | Puntos |
| ----- | --------------------- | ------ | ----- | ----- | ----- | ----- | ----- | ------ | ----- | --- | --- | --- | --- | ---- | ------ |
| 2025* | PONOS Nakajima Racing | SUZ 18 | SUZ 5 | MOT 3 | MOT 9 | AUT 8 | FUJ 9 | FUJ 18 | SUG 6 | FUJ | FUJ | SUZ | SUZ | 9.º  | 30     |

- * Temporada en progreso.